# Lixian, Peking
Lixian (kinesiska: 礼贤, 礼贤镇) är en köping i Kina. Den ligger i Daxing i storstadsområdet Peking, i den norra delen av landet, omkring 41 kilometer söder om stadskärnan. Antalet invånare är 33 347. Befolkningen består av 16 419 kvinnor och 16 928 män. Barn under 15 år utgör 12,0 %, vuxna 15-64 år 77 %, och äldre över 65 år 10,0 %.